# Napoléon Caron
Pour les articles homonymes, voir Caron.
Napoléon Caron (1846-1932) est un prêtre canadien, écrivain, directeur du grand séminaire et à l'initiative de l'hymne Ô Canada adopté officiellement en 1980.

## Biographie
Napoléon Caron est né  à Louiseville, le 16 août 1846. Ses parents Françoise et Nazaire Caron sont cultivateurs.

### Formation
Le jeune Caron étudie à Trois-Rivières et à Québec et est ordonné prêtre en 1869.

### Prêtre et écrivain
Il est chanoine de la paroisse Immaculée-Conception de Trois-Rivières (Québec) et enseigne pendant huit ans au séminaire de Trois-Rivières.
Il est promu directeur du grand séminaire en 1878.
En 1880 il publie un petit ouvrage de 63 pages ayant pour titre : Petit vocabulaire à l'usage des Canadiens français contenant les mots dont il faut répandre l'usage, et, signalant les barbarismes qu'il faut éviter, pour bien parler notre langue.
Chanoine de la cathédrale de l'Assomption de Trois-Rivières, il accompagne Mgr Louis-François Laflèche (évêque du diocèse de Trois-Rivières) en 1887 tout au long de la visite  pastorale effectuée en Haute-Mauricie.
Du journal qu'il tient pendant ce voyage et des onze articles que publie le Journal des Trois-Rivières, du 5 septembre au 13 octobre 1887, naît en partie, son livre Deux voyages sur le Saint-Maurice.
La première partie du trajet de 1887 se fait en train de Trois-Rivières à Grandes-Piles et ensuite en barge et en canot jusqu'en haut de La Tuque, sur la rivière Croche.
En 1888, il voyage seul avec un guide du nom de Basile Maurice pour faire le trajet en canot des Piles à Trois-Rivières.
En 1892, il publie l'Histoire de la Paroisse d'Yamachiche, dont il devient curé en 1902 jusqu'à sa retraite en 1926.
Il meurt dans sa paroisse, le 27 décembre 1932, à l'âge de 86 ans.

## L'hymne canadien
Napoléon caron soumet l'idée d'un hymne national canadien, par lettre envoyée le 24 janvier 1880 à la Convention nationale des Canadiens français, à l'occasion des fêtes de la Saint-Jean-Baptiste.
La Société Saint-Jean-Baptiste met sur pied, le 15 mars de la même année, un  concours. À l'issue de ce concours, le « Ô Canada » de Adolphe-Basile Routhier et Calixa Lavallée est retenu:
« Dans une lettre à la Convention nationale des Canadiens français, qui a lieu du 23 au 25 juin 1880 à Québec, durant les festivités de la Saint-Jean-Baptiste, l’abbé Napoléon Caron, du diocèse de Trois-Rivières, suggère qu’un concours ait lieu afin de choisir un hymne national pour la célébration du mois de juin.. »

## Hommages
- Le Vatican lui donne le titre honorifique de Monseigneur en reconnaissance à sa contribution à l'Église[6].
- La commune de Yamachiche a nommé, en 1979, une de ses rues, rue Monseigneur-Napoléon-Caron[7].

## Publications
- Petit vocabulaire à l'usage des Canadiens français, Trois Rivières, 1880[8]
- Deux voyages sur le Saint-Maurice, ed. Ayotte, Trois-Rivière, 1889
- Histoire de la paroisse d'Yamachiche, avec François Lesieur- Desaulniers, Benjamin Sulte, Éd. P. V. Ayotte, 1892
- Vie de saint Jean-Baptiste, patron des Canadiens-français : tirée des saints évangiles et des Bollandistes, Éd. P.V. Ayotte, 1897
- Légendes des forges du Saint-Maurice, in L'opinion publique vol. 3, avril-mai, 1872 (sous le pseudonyme de Minié)[9]